# Ptilimnium nuttallii
Ptilimnium nuttallii är en flockblommig växtart som först beskrevs av Dc., och fick sitt nu gällande namn av Nathaniel Lord Britton. Ptilimnium nuttallii ingår i släktet Ptilimnium och familjen flockblommiga växter. Inga underarter finns listade i Catalogue of Life.